# 조희 (연극)
조희(調戱)는 가무(歌舞)를 주로 한 연희에서 한걸음 발전하여, 이야기 내지 대화가 가미되어 화극형식(話劇形式)으로 발전한 것이다.
이러한 화극의 출발은 대체로 고려 조로 잡을 수 있는데, 이것이 두드러지게 나타난 것이 고려 현종 때의 하공진 이야기가 테마가 된 '하공진놀이'이며 여기에서는 드라마로서의 성격이 뚜렷이 나타나 있다. 이것은 말을 주된 표현수단으로 하여 혼자 연기한 것으로 짐작되며 공민왕대에 거리에서 '권세가들의 악랄한 수탈상'을 풍자·연출한 우희(優戱)·배우희(俳優戱) 등은 재담을 주로 한 조희였다. 이와 같은 독연(獨演) 형태가 아닌 여러 사람에 의한 놀이로는 좌우번(左右番)의 내시들이 경연(競演)으로 채붕(綵棚)을 설치하고 잡기(雜技)를 연출하여 이국인(異國人)들이 고려에 와서 공물을 바치는 광경을 재현한 '공물바치기놀이'가 있다. 이 밖에 신종 4년(1204)에 최충헌이 비단으로 채붕을 시설하고 마련한 호한잡희(胡漢雜戱)와 기악잡희(伎樂雜戱)를 비롯하여 가면희잡희(假面戱雜戱)·주유희(侏儒戱)·창우희(倡優戱)·걸호희(乞胡戱)·당인희(唐人戱) 등이 있었다.

## 참고 문헌
- 이 문서에는 다음커뮤니케이션(현 카카오)에서 GFDL 또는 CC-SA 라이선스로 배포한 글로벌 세계대백과사전의 내용을 기초로 작성된 글이 포함되어 있습니다.